# Шатерников, Николай Иванович
Николай Иванович Шатерников (1871—1940) — русский советский переводчик античных авторов.

## Биография
Окончил историко-филологический факультет Московского университета. Преподавал русский и церковнославянский язык в гимназии им. Медведниковых; преподавал также в 10-й московской гимназии.
Участвовал в Комиссии по составлению диалектологической карты России.
После 1917 года служил при Румянцевском музее и, в частности, участвовал в подготовке «Дневника А. С. Пушкина».
Переводил Проперция, Горация, Овидия, Марциала, Федра и др.
Были изданы два его авторских сборника переводов: «Гораций. Оды» (М.: Художественная литература, 1935) и «Марциал. Избранные эпиграммы» (М.: Гослитиздат, 1937). Его переводы были включены в сборник «Римские поэты» (сост. Н. Саркитов, Е. Кузнец. — М.: Книжный Клуб Книговек, 2010. — ISBN 978-5-4224-0022-5).
Умер в мае 1940 года.